# 大雅アキラ
大雅 アキラ（たいが アキラ、男性、1974年9月5日 - 1997年10月19日）は、日本のプロボクサー。本名は佐藤 晃（さとう あきら）。岩手県北上市出身。協栄ボクシングジム所属。黒沢尻工業高等学校卒業。

## 来歴
1992年、第46回インターハイでバンタム級5位、べにばな国体少年の部にフライ級優勝などの成績を収め、第45回岩手日報体育賞を受賞した。
1993年5月24日、本名でプロデビュー戦を行い、初回KO勝利を収めた。同年8月16日、松倉義明（宮田）に4R判定負けを喫した。
1994年11月4日、東日本ジュニアバンタム級新人王トーナメント準決勝で大和心（帝拳）に4R判定勝利を収めた。同年12月17日、小林昭司（国際）に引き分け、勝者扱いで東日本ジュニアバンタム級新人王を獲得した。翌1995年2月18日、村上勇（三津山）に2RKO勝利を収め、全日本ジュニアバンタム級新人王を獲得した。続く5月14日の故郷凱旋試合よりリングネームを大雅アキラと改めた。
1997年10月13日、守部厚希（江坂）が返上して空位となった日本ジュニアバンタム級王座を、同2位として、1位松倉義明と決定戦で争い、7R2分25秒KO負けとなった。 この直後、頭蓋内出血によりリング上で失った意識を回復することなく、同月19日に死去した（リング禍）。 本来、この王座は同年6月に松倉と名護明彦とで争われるはずであったが、名護の頬骨骨折による欠場を受け、大雅が出場していた。

## 獲得タイトル
- 第47回国体少年の部フライ級優勝
- 第51回東日本ジュニアバンタム級新人王
- 第41回全日本ジュニアバンタム級新人王